# غوذرون فالغيرذور ستيفانسدوتير
غوذرون فالغيرذور ستيفانسدوتر هي أستاذة في دراسات الإعاقة في كلية التربية بجامعة آيسلندا.

## حياتها
تخرجت غوذرون فالغيرذور ستيفانسدوتر من مدرسة التربويين الاجتماعيين في آيسلندا عام ١٩٧٦، وأكملت تعليمها كتربوية خاصة من جامعة أوسلو عام ١٩٨٣، وحصلت على شهادة تدريس من جامعة التربية الآيسلندية عام ١٩٩١. أنهت درجة الماجستير في جامعة التربية الآيسلندية عام ١٩٩٨، ونالت درجة الدكتوراه في دراسات الإعاقة من كلية العلوم الاجتماعية في جامعة آيسلندا عام ٢٠٠٨. قبل أن تبدأ غوذرون مسيرتها الأكاديمية، عملت مع الأشخاص ذوي الإعاقة كتربوية اجتماعية ومعلمة خاصة. بدأت التدريس في مدرسة التربويين الاجتماعيين في آيسلندا عام ١٩٨٩. في عام ١٩٩٨، عيّنتها جامعة التربية الآيسلندية (التي تُعرف اليوم بكلية التربية في جامعة آيسلندا) كأستاذة مساعدة. وتشغل غوذرون حالياً منصب أستاذة في دراسات الإعاقة في كلية التربية بجامعة آيسلندا.
كتبت غوذرون العديد من المقالات والفصول في الكتب والكتب الكاملة. وكان مجال أبحاثها هو دراسات الإعاقة، مع تركيز خاص على أوضاع الحياة للأشخاص ذوي الإعاقات الذهنية. وتُعد دراساتها في تاريخ الحياة والبحوث التاريخية من أبرز إنجازاتها. تخصصت غوذرون في البحوث التشاركية، حيث عملت بشكل وثيق مع أشخاص ذوي إعاقات في الأبحاث. بالإضافة إلى ذلك، قامت بأبحاث حول الاستقلالية لدى الأشخاص ذوي الإعاقات الذهنية، كما أجرت بحوثًا تربوية حول التعليم الجامعي لهؤلاء الأشخاص.
شاركت غوذرون فالغيرذور ستيفانسدوتر في مشاريع بحثية آيسلندية ودولية مرتبطة بمجال دراستها. من بين هذه المشاريع مشروع البحث المتعدد التخصصات "الإعاقة قبل الإعاقة". في عام ٢٠١٧، حصل المشروع على منحة تحفيزية لمدة ثلاث سنوات من صندوق البحوث الآيسلندي.
يعتمد المشروع على التعاون بين باحثين في مجالات دراسية متعددة، يركزون على تاريخ الأشخاص ذوي الإعاقة في الماضي الآيسلندي. بالإضافة إلى ذلك، شاركت في مشروع غراندتفيغ حول التعليم للكبار (٢٠٠٥ حتى ٢٠٠٨). عنوان المشروع هو "التمكين والإعاقة: التعلم غير الرسمي من خلال الدفاع عن النفس وتاريخ الحياة". ضمت الجهات المتعاونة خمس جامعات في أوروبا: الجامعة المفتوحة في المملكة المتحدة، كلية ترينيتي في دبلن – إيرلندا، جامعة خنت في بلجيكا، وجامعة آيسلندا. بالإضافة إلى أساتذة الجامعات، شاركت مجموعة من الأشخاص ذوي الإعاقات الذهنية من كل دولة في المشروع.

## التكريمات
في عام ٢٠٠٨، حصلت غوذرون على جائزة "كاسرة الجدران" من الجمعية الوطنية للإعاقات الذهنية، تقديراً لأبحاثها في تاريخ حياة الأشخاص ذوي الإعاقة.

## مشاريع أخرى
شغلت غوذرون عدة مناصب في جامعة آيسلندا وخارجها. من الأمثلة على ذلك عضويتها في هيئة تحرير مجلة "أوبيلدي أوغ منتون" (مجلة التربية الآيسلندية)، حيث كانت واحدة من محرريها الاثنين خلال الفترة من ٢٠١٣ حتى ٢٠١٦. كما شغلت منصب مديرة برنامج التربويين الاجتماعيين، وشاركت في تطوير مناهج المرحلة الجامعية والدراسات العليا لهذا التخصص. وكانت أيضاً عضواً في لجنة برنامج الدكتوراه في كلية التربية لعدة دورات انتخابية، وساهمت في تطوير منهج الدكتوراه الخاص بالكلية. بالإضافة إلى ذلك، كانت من أوائل المبادرين إلى تقديم برامج جامعية للأشخاص ذوي الإعاقات الذهنية، وشاركت في تعاون دولي في هذا السياق.
وقد حصل هذا البرنامج على عدة جوائز، منها جائزة "كاسرة الجدران" من الجمعية الوطنية للإعاقات الذهنية، وجائزة التحفيز من التحالف الآيسلندي للإعاقة عام ٢٠١٤. كما كانت عضوة في مجالس الأقسام، أولاً في جامعة التربية الآيسلندية، ثم بعد دمجها مع جامعة آيسلندا أصبحت عضوة في مجلس قسم الأنشطة الرياضية، الترفيهية، والتربويين الاجتماعيين. ومنذ عام ٢٠١٨، كانت عضوة في مجلس قسم التعليم والتنوع، وتشغل حالياً منصب المديرة الاحتياطية له.
كما تعاونت غوذرون بنجاح في مجال شؤون الأشخاص ذوي الإعاقة، ومثلت جامعة آيسلندا في عدة لجان حكومية. من بين تلك المهام، كانت عضوة في لجنة تحت رعاية مكتب رئيس الوزراء، وكان هدفها التحقيق في ظروف معيشة الأطفال في مؤسسة كوبافوغسهلي الخاصة بذوي الإعاقات الذهنية.

## أبرز الأعمال المنشورة

### مقالات
- ستيفانسدوتر، غوذرون؛ بيورنسدوتر، ك؛ وستيفانسدوتر، آ (٢٠١٨). "الاستقلالية والأشخاص ذوي الإعاقات الذهنية الذين يحتاجون إلى دعم مكثف"، المجلة الاسكندنافية لأبحاث الإعاقة، ٢٠(١)، ص. ١٦٢–١٧١.
- بيورنسدوتر، ك؛ ستيفانسدوتر، آ؛ وستيفانسدوتر، غوذرون فالغيرذور (٢٠١٧). "الأشخاص ذوو الإعاقات الذهنية يفاوضون على الاستقلالية والنوع الاجتماعي والجنس"، مجلة "النوع الاجتماعي والإعاقة"، ٣٥(٣)، ص. ٢٩٥–٣١١.
- ستيفانسدوتر، غوذرون فالغيرذور؛ وبيورنسدوتر، ك (٢٠١٦). "أنا طالبة جامعية: التعليم ما بعد الثانوي للأشخاص ذوي الإعاقات الذهنية"، المجلة الاسكندنافية لأبحاث الإعاقة.
- ستيفانسدوتر، غوذرون فالغيرذور؛ وتراوستادوتر، ر (٢٠١٥). "تاريخ الحياة كخطاب مضاد للصور النمطية السائدة والسلبية عن الأشخاص ذوي الإعاقات الذهنية"، مجلة "الإعاقة والمجتمع"، ٣٠(٣)، ص. ٣٦٨–٣٨٠.
- ستيفانسدوتر، غوذرون فالغيرذور (٢٠١٤). "التعقيم والنساء ذوات الإعاقات الذهنية في آيسلندا"، مجلة "الإعاقة الذهنية والنمائية"، ٣٩(٢)، ص. ١٨٨–١٩٧.
- بيورنسدوتر، ك؛ ستيفانسدوتر، غوذرون فالغيرذور؛ وستيفانسدوتر، آ (٢٠١٥). "إنها حياتي: الاستقلالية والأشخاص ذوي الإعاقات الذهنية"، مجلة "الإعاقات الذهنية"، ١٩(١)، ص. ٥–٢١.
- ستيفانسدوتر، غوذرون فالغيرذور؛ وهراينسدوتير، إ.إ (٢٠١٣). "التعقيم، الإعاقة الذهنية، وبعض التحديات الأخلاقية والمنهجية: لا يجب أن يكون سراً"، مجلة "الأخلاقيات والرفاه الاجتماعي"، ٧(٣)، ص. ٣٠٢–٣٠٨.
- هراينسدوتير، إ.إ؛ وستيفانسدوتر، غوذرون فالغيرذور (٢٠١٠). "تاريخ حياة تعاوني: تجارب مختلفة لقضاء الوقت في مؤسسة في آيسلندا"، المجلة البريطانية لصعوبات التعلم، ٣٨(٢)، ص. ١٠٣–١١٠.
- هراينسدوتير، إ.ب؛ ستيفانسدوتر، غوذرون؛ لوثويت، أ؛ ليدجر، س؛ وشافلبوثام، ل (٢٠٠٦). "هل قصتي مختلفة جداً عن قصتكم؟ مقارنة بين قصص الحياة، وتجارب العيش في مؤسسات، والدفاع عن النفس في إنجلترا وآيسلندا"، المجلة البريطانية لصعوبات التعلم، ٣٤(٣)، ص. ١٥٧–١٦٧.

### الكتب
- ماريا هريذارسدوتر وغوذرون فالغيرذور ستيفانسدوتر. (٢٠١٧). "عشت في الصمت" – السيرة الذاتية لماريا ث. هريذارسدوتر. ريكيافيك: دار النشر دراوومورار.